# Ликостомо
Ликостомо (грч. Λυκόστομο) је насељено место у општини Кавала у периферији Источна Македонија и Тракија, Грчка. Према попису из 2021. године било је 22 становника.
Према бугарском географу и историчару, Василу Канчову, у Ликостому је 1900. године живело 600 Турака. Године 1924. турско становништво је принудно исељено у Турску а на њихово место су насељене грчке избегличке породице, којих је на попису из 1928. било 307. Село се раније звало Куртлу.